# Zamek w Goraju
Zamek w Goraju – zamek z początku XX wieku znajdujący się w Goraju w województwie wielkopolskim.

## Historia i architektura
Neorenesansowy zamek w Goraju został zbudowany dla hrabiego Wilhelma Bolka von Hochberga w latach 1910-1911. Wzniesiono go na skarpie nad lewym brzegu Noteci w Puszczy Noteckiej. Budowla założona na planie litery U, ramionami skierowanymi w kierunku rzeki. Po obu stronach skrzydła frontowego wznoszą się dwie potężne baszty nakryte hełmami. Trzecia baszta znajduje się na końcu skrzydła wschodniego. Wzorcem dla zamku jest warownia Varenholz w Westfalii. Von Hochbergowie mieszkali na zamku do II wojny światowej. 
Obecnie mieści się tutaj Internat Zespołu Szkół Leśnych.

## Pomniki
Przed zamkiem stoją cztery kamienie pamiątkowe:
- przy Dębie Burku - nauczycielom, opiekunom i absolwentom, absolwenci rocznika 1963-1968, postawiony w dniu 28 czerwca 2008,
- na pamiątkę zjazdu absolwentów Technikum Leśnego w Goraju, rok 1989-1994, postawiony w dniu 3 lipca 2009,
- na pamiątkę zjazdu absolwentów Technikum Leśnego w Goraju, rok 1967-1971, postawiony w dniu 19 września 2009,
- na pamiątkę zjazdu absolwentów Technikum Leśnego w Goraju, rok 1968-1972, postawiony w dniu 29 czerwca 2012[2].